# قازان قایه

قازانقایه یکی از روستا های شهرستان مراوه تپه در استان گلستان ایران و در نزدیکی مرز ترکمنستان است.

## ویژگی‌ها
روستای قازانقایه تا مهرماه سال ۱۳۸۷ خورشیدی بخش دهستان مراوه‌تپه بود که با تغییر تقسیمات کشوری و ارتقاء شهر مراوه تپه به شهرستان در آن سال این روستا نیز مرکز دهستان پالیزان ارتقاء یافت، تغییرات دهستان پالیزان به مرکزیت روستای قازانقایه در بخش مرکزی (حومه) شهرستان مراوه تپه ایجاد شد.
بهار قازانقایه زیباست؛ دشت‌هایی که سبز می‌شوند و جنگلی که طراوت را به رختان می‌کشد واقعاً دیدن دارند. معاشرت با رود زیبایی که مسافر است و به همسایه‌ها‌‌یمان در کشورهای دیگر سلام می‌رساند هم از جذابیت‌های دیدار با روستای قازانقایه در بهار است

## جمعیت
جمعیت این روستا بر اساس سرشماری نفوس و مسکن سازمان آمار ایران در سال ۱۳۹۵ برابر با ۳۵۰۰ نفر بوده‌است. و۷۰۰ خانوار را شامل می‌شود

## جغرافیا
دهستان قازانقایه از لحاظ جغرافیایی در شمال شرقی استان گلستان واقع شده‌است. این دهستان از طرف شمال به کشور ترکمنستان و از طرف شرق به استان خراسان شمالی و از سوی جنوب به به روستای حاجی آمان و از طرف غرب به شهرستان مراوه تپه منتهی می‌شود.
قازانقایه بین دو رشته کوه قرار دارد. در شرق قازانقایه کوه‌های پالیزان به ارتفاع ۱۴۰۰ متر از سطح دریا بلندترین کوه شهرستان مراوه تپه می‌باشد از جنوب کوه‌های سنگو داغ به ارتفاع ۱۱۲۰ متر قرار دارد.
در جنوب قازانقایه رودخانه مرزی اترک عبور می‌کند. (آرامگاه بالقی بابا در کوه دام دامی در دهستان پالیزان قرار دارد)
روستای قازانقایه در سال ۱۳۸۹ به دهستان تبدیل و پالیزان نام‌گذاری شد.
یکی از مزیت‌های این روستا عبور رودخانه بزرگ و مرزی اترک از کنار این روستا می‌باشد که زیبایی خاصی را به این روستا داده‌است. و از خوبی‌های دیگر آن وجود پاسگاه انتطامی می‌باشد. و همچنین وجود مدرسه ابتدایی و دبیرستان نوبت اول (راهنمایی) و دبیرستان پسرانه شهدای گمنام (دبیرستان) نیز باعث شده‌است از نظر علمی در منطقه سرآمد باشد. و از دیگر امکانات روستا وجود حوزه علمیه، مرکز بهداشت و خانه بهداشت و اورژانس شبانه‌روزی و پایگاه آتش‌نشانی با پرسنل بومی می‌باشد. شغل اکثر مردم کشاورزی می‌باشد.

## صنعت و اقتصاد
شغل بیشتر مردم روستا کشاورزی و دامداری است همت محقق و پزوهشگر جوان روستا به شناسایی گیاهان دارویی این منظقه و تولید عطریات و عرقیجات طبیعی و فروش آن به شهر و استان همجوار قازانقایه را از نظر گیاهان دارویی زبانزد خاص و عام استان نموده‌است.
و کشت اکثر مردم نیز به ترتیب گندم، جو، برنج، هندوانه، آفتابگردان، سویاو… اشاره کرد.

## آب و هوا
از نظر آب و هوایی در منطقه پالیزان خشک و بیابانی و در ناحیه کوه راسه و آق چشمه سرد و مرطوب است.

## جاذبه‌ها
- آرامگاه بالقی بابا این آرامگاه در ناحیه دام دامی در اله نور قرار دارد.
- کوه پالیزان از جاذبه‌های این روستا کوه پالیزان می‌باشد که جنگل‌های طبیعی را دارا می‌باشد که در عید نوروز پذیرای گردشگران این شهرستان را به خودش جلب می‌کند.
- مسجد جامع قازانقایه در مسجد جامع، حوزه علمیه نیز دایر می‌باشد که حدود ۵۰ طلبه در آن مشغول به فراگیری علوم دینی می‌پردازند.
- پل تاریخی قازانقایه
- آرامگاه ایشان آقا
- آبشار قارری کوه
- پسته قازانقایه: «قازانقایه» تنها بازمانده پسته اصیل ایرانی:

باغ هفت هزار هکتاری پسته وحشی واقع در روستای قازانقایه شهرستان مراوه تپه، تنها بانک ژنتیکی این نوع محصول در ایران و تنها بازمانده پسته اصیل ایرانی است.